# Международный банк Сомали
Международный банк Сомали (сомал. Bangiga caalamiga ah ee IBS Bank) — расположен в Могадишо, столице Сомали.

## История
Банк начал деятельность 11 октября 2014 года в Могадишо. На церемонии открытия присутствовал президент Хасан Шейх Махмуд, а также различные члены кабинета министров, бизнесмены и другие приглашенные гости.
Банк был зарегистрирован в июле 2013 года. По состоянию на март 2015 года являлся одним из шести местных банков, имеющих коммерческую лицензию, выданную Центральным банком Сомали. Стал первым международным банком в стране за более чем двадцать лет.
Банк придерживается мировых стандартов комплаенса, аудита и управления рисками. Также планирует сохранить аудиторские услуги американской бухгалтерской фирмы Deloitte. Кроме того, в марте 2015 года банк осуществил публичное размещение акций на сумму 10 миллионов долларов США. Транши инвестиционных акций оценивались в сумму от 500 до 500 000 долларов США. Публичное предложение акций составило 10 % акционерного капитала, а еще 31 % акций принадлежали основателям. Банки, базирующиеся в Объединённых Арабских Эмиратах, были среди потенциальных заинтересованных сторон. Ожидается, что по мере роста банка будет предоставляться дополнительный капитал.
Банк был основан сомалийскими предпринимателями, которые в основном базируются в Дубае. Махат Мохаммед Ахмед является главным исполнительным директором банка.
Банк сотрудничает с Mastercard, Visa, программой Агентства США по международному развитию GEEL и Международной организации труда. В июле 2019 года банк начал партнёрство с долговыми картами World Elite Mastercard.

## Услуги
Банк предоставляет клиентам услуги для физических лиц, коммерческих организаций, инвестиционной деятельности и такафул. Услуги включают в себя: торговое финансирование, ипотечный кредит, депозиты, овердрафты, проектные фонды.
Банк также планирует ввести онлайн-банкинг и мобильное банковское приложение.

## Филиалы
Банк имеет семь филиалов в основных районах Могадишо и четыре филиала в городах Гароуэ, Кисмайо, Босасо и Байдабо. Также получил лицензию на деятельность в республике Сомалиленд.

## Награды
Международный банк Сомали удостоен награды «Банк года» в 2016 и 2017 годах по версии Somali Annual Business Awards (SABA Awards).